# Pterygocythere
Pterygocythere is een geslacht van uitgestorven kreeftachtigen uit de klasse van de Ostracoda (mosselkreeftjes).

## Soorten
- Pterygocythere (Diogmopteron) vallata Gruendel, 1968 †
- Pterygocythere (Diogmopteron) wienholzae Gruendel, 1968 †
- Pterygocythere alata (Bosquet, 1847) Hill, 1955 †
- Pterygocythere aserrulatoides (Bonnema, 1940) Babinot, 1980 †
- Pterygocythere auletensis Andreu, 1983 †
- Pterygocythere bernardi (Murray & Hussey, 1952) Hill, 1954 †
- Pterygocythere bisulcata Shahin, 1991 †
- Pterygocythere cornuta (Roemer, 1838) Kollmann, 1963 †
- Pterygocythere diminuta (Weaver, 1982) Horne & Rosenfeld, 1988 †
- Pterygocythere gulfensis (Alexander, 1929) Hill, 1955 †
- Pterygocythere hibernica (Jones & Hinde, 1890) Neale, 1978 †
- Pterygocythere hilli (Keij, 1957) Apostolescu, 1964 †
- Pterygocythere iblea (Ruggieri, 1960) Ruggieri, 1992 †
- Pterygocythere jonesi (Mehes, 1936) Monostori, 1977 †
- Pterygocythere kokeni (Veen, 1936) †
- Pterygocythere lanceolata Dingle, 1981 †
- Pterygocythere laticristata (Bosquet, 1854) Deroo, 1966 †
- Pterygocythere neknaffiensis Andreu & Ettachfini, 1994 †
- Pterygocythere pinguita Crane, 1965 †
- Pterygocythere pseudoalata Gruendel, 1968 †
- Pterygocythere raabi Rosenfeld, 1974 †
- Pterygocythere rati (Damotte, 1971) Babinot, 1980 †
- Pterygocythere saratogana (Israelsky, 1929) Butler & Jones, 1957 †